# メドラー (月のクレーター)
メドラー (Mädler) は、月の表側にある衝突クレーターであり、神酒の海の北西端に位置する。世界最初の精密な月面図を作成したドイツの天文学者、ヨハン・ハインリッヒ・メドラーにちなんで名づけられた。
メドラーの西方には巨大なテオフィルスが位置しており、メドラーはテオフィルスのなだらかな裾野に形成している。メドラーのすぐ北には未開の入江が広がっている。
メドラーの周壁は鋭く、いびつな形状をしている。低い中央丘を持ち、中央丘の裾野はメドラーの底面いっぱいに広がっている。

## 従属クレーター
メドラーのごく近くにある小さな無名のクレーターについては、アルファベットを付加することによって識別される。
| 名称 | 月面緯度     | 月面経度     | 直径 |
| ---- | ------------ | ------------ | ---- |
| A    | 南緯 9.5 度  | 東経 29.8 度 | 5 km |
| D    | 南緯 12.6 度 | 東経 31.1 度 | 4 km |